# Gean House

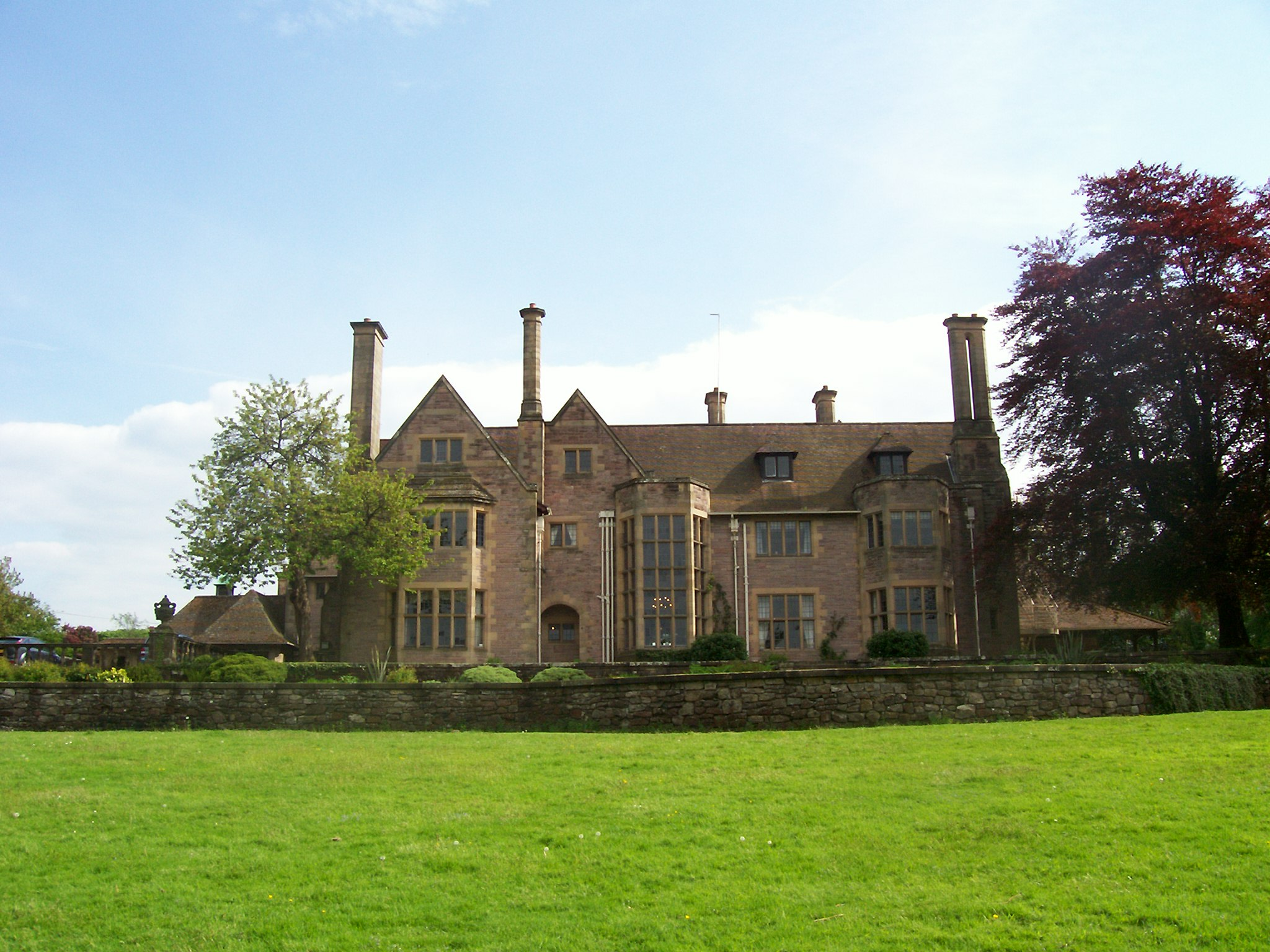
Gean House

Gean House ist eine Villa in der schottischen Stadt Alloa in der Council Area Clackmannanshire. Sie war ein Hochzeitsgeschenk des Textilindustriellen Alexander Forrester-Paton (siehe auch Kilncraigs Mills) an seinen Sohn. 1972 wurde das Bauwerk in die schottischen Denkmallisten aufgenommen und 1989 schließlich in die höchste Kategorie A hochgestuft. Heute kann Gean House für Empfänge oder Festlichkeiten angemietet werden und bietet in diesem Zusammenhang auch zehn Hotelzimmer.

## Beschreibung
Das Gebäude liegt abseits der Tullibody Road im Nordwesten der Stadt unweit des ebenfalls denkmalgeschützten Inglewood House. Als Architekt wurde William Kerr mit der Planung betraut. Er ließ sich bei seinem Entwurf von der Architektur Edwin Lutyens inspirieren. Die Villa wurde im Jahre 1912 fertiggestellt. Es entstand ein großes, zweistöckiges, asymmetrisches aufgebautes Gebäude, dessen Mauerwerk aus behauenem Bruchstein besteht. Der an einem Hof an der Nordostseite gelegene, bekrönte Eingangsbereich wird von dorischen Säulen flankiert. An der rechten Seite der weiten Giebelfläche ragt ein markanter, unverhältnismäßig hoher Schornstein auf. Die Unverhältnismäßigkeit kehrt auch bei allen weiteren Schornsteinen wieder, sodass sie das Gesamtbild signifikant mitprägen. Der Südostflügel wächst stufenweise auf die Höhe des Hauptgebäudes an. Die Dächer sind mit roten Ziegeln eingedeckt.